# Родољупци
Родољупци је комедија српског писца Јована Стерије Поповића написана 1853. године, те објављена тек након његове смрти. Инспирисана је недавним драматичним догађајем везаним уз Мађарску револуцију у његовој родној Војводини те приказује низ ликова који се, зависно о промени политичке или ратне ситуације, стављају на страну мађарских револуционара односно Хабсбурзима лојалних Срба. Родољупци се сматрају једном од највољих Стеријиних текстова, односно за 19. век необичном оштрим сатиричким опажањима у приказу национализма и патриотизма као изговора и прилике за стицање богатства и других личних интереса. Често се изводи, а био је и предметом три екранизације у облику ТВ-драме.